# Neivamyrmex latiscapus
Neivamyrmex latiscapus é uma espécie de formiga do gênero Neivamyrmex.